# Vincente (cràter)
Vincente és un cràter d'impacte en el planeta Mercuri de 108 km de diàmetre. Porta el nom de l'escriptor portuguès Gil Vincente (c. 1465-1537), i el seu nom va ser aprovat per la Unió Astronòmica Internacional el 1979.